# Макаров, Владимир Петрович
Владимир Петрович Макаров (17 января 1944 — 27 марта 2022) — советский и киргизский учёный, доктор технических наук, доктор физико-математических наук, профессор.

## Биография
Родился 17 января 1944 года в г. Карпинске Свердловской области.
Окончил Карпинский горный техникум (1963), Томский государственный университет (1969) и аспирантуру Воронежского политехнического института (1983).
С 1969 г. работал в Институте физики АН Киргизии: инженер (1969—1971), младший и старший научный сотрудник (1971—1990), с 1990 по 2001 и с 2004 по 2006 г. заведующий лабораторией порошковых материалов («Новые технологии и материалы»), с 2006 г. старший научный сотрудник.
В 2001—2004 гг. — начальник отдела маркетинга и инноваций Президиума НАН Киргизии.
Доцент, затем профессор кафедры физики и микроэлектроники КРСУ.
Научные интересы: электронная микроскопия и создание композиционных материалов с заданными свойствами; компьютерное моделирование физических процессов, физика газового разряда, физика низкотемпературной плазмы, магнитная газовая динамика.
Доктор физико-математических наук (2001), профессор (2004). В 2007 г. ВАК России утвердила его в степени доктора технических наук.
Опубликовал свыше 150 научных работ, в том числе 6 монографий, получил 1 патент и 2 авторских свидетельства на изобретения, подготовил 9 кандидатов и 1 доктора наук.

### Сочинения
- Фазовое старение легированных монокристаллов KCl : диссертация … кандидата физико-математических наук : 01.04.07. — Фрунзе, 1983. — 134 с. : ил.
- Касмамытов Н. К., Макаров В. П. Кыргызская керамика на основе местного сырья: Тематический сборник научных статей. Бишкек: Изд-во КРСУ, 2014. 124 с.
- Касмамытов Н. К., Календеров А. Ж., Макаров В. П. Влияние термообработки на микроструктуру ультратонких напыленных кремниевых плёнок // Сб. науч. тр. Х Иссык-Кульской межд. конф., посв. 80-летию чл.-корр. НАН КР А. Алыбакова. Бишкек, 2013. С. 193—200.